# خیابان سبز ۲: روی پایت بایست
خیابان سبز ۲: روی پایت بایست (به انگلیسی: Green Street 2: Stand Your Ground) یک فیلم آمریکایی-انگلیسی محصول سال ۲۰۰۹ به کارگردانی جسی وی. جانسون است. این فیلم دنباله‌ای بر فیلم خیابان سبز (۲۰۰۵) است. قسمت سوم خیابان سبز ۳: هرگز عقب‌نشینی نکن (۲۰۱۳) با بازی اسکات ادکینز است.

## بازیگران
- راس مک‌کال
- گراهام مک‌تاویش
- لوک مسی
- نیکی هولندر
- ورنون ولز
- مارینا سرتیس
- ماتیاس هیوز
- جری ترمبل